# Bad Blood (album)
Bad Blood is het debuut-studioalbum van de Britse band Bastille.
Het werd op 4 maart 2013 uitgebracht en bevat de singles Overjoyed, Bad Blood, Flaws, Pompeii, Laura Palmer en Things We Lost in the Fire. Het album is opgenomen in Londen en werd geproduceerd door Mark Crew en Dan Smith. Het kwam binnen op nummer 1 in het Verenigd Koninkrijk. Eind 2013 werd de super-de-luxeversie uitgebracht, getiteld All This Bad Blood.

## Tracks
| 1.                 | Pompeii                                            | 3:34 |
| 2.                 | Things We Lost in the Fire                         | 4:00 |
| 3.                 | Bad Blood                                          | 3:32 |
| 4.                 | Overjoyed                                          | 3:26 |
| 5.                 | These Streets                                      | 2:55 |
| 6.                 | Weight of Living, Pt. II                           | 2:54 |
| 7.                 | Icarus                                             | 3:45 |
| 8.                 | Oblivion                                           | 3:16 |
| 9.                 | Flaws                                              | 3:38 |
| 10.                | Daniel in the Den                                  | 3:08 |
| 11.                | Laura Palmer                                       | 3:06 |
| 12.                | Get Home                                           | 3:11 |
| 13.                | Weight of Living, Pt. I (Albatross) (hidden track) | 3:26 |
| Totale duur: 41:51 |                                                    |      |